# Rheinwiesenlager
Os Rheinwiesenlager (em português:  Campos dos prados do rio Reno), foram um grupo de 19 campos construídos pelo Exército dos Estados Unidos nas zonas ocupadas pelos Aliados na Alemanha para manter os soldados alemães capturados ao final da Segunda Guerra Mundial. Oficialmente chamados de Cercamento Temporário para Prisioneiros de Guerra, mantiveram entre um e dois milhões de oficiais rendidos da Wehrmacht de abril até setembro de 1945. Os prisioneiros mantidos nos campos eram designados forças inimigas desarmadas e não prisioneiros de guerra. A decisão foi tomada em março de 1943 pelo Comandante Supremo das Forças Aliadas Dwight D. Eisenhower devido aos problemas de logística decorrentes da Convenção de Genebra de 1929. Por não classificar as tropas capturadas como prisioneiros de guerra, os problemas relativos a acomodação de tantas pessoas, de acordo com os tratados internacionais que regulam o seu tratamento foi negada.
A maioria das estimativas de mortes alemãs nesses campos varia entre 3.000 a 10.000, porém James Bacque alega que mais de 1.000.000 prisioneiros morreram. A maioria morreu devido a inanição, desidratação e exposição as condições do tempo, uma vez que nenhuma estrutura foi construída dentro do complexo.

## Antecedentes
No início de 1945 quase metade de todos os soldados alemães foram capturados pelo Exército dos Estado Unidos na Frente Ocidental enquanto a outra metade fora dominada pelos ingleses. Porém ao final de março de 1945, enquanto as forças aliadas marchavam para o coração da Alemanha depois de cruzarem o Reno em Remagen e o grande aumento no número de prisioneiros alemães fez com que o exército inglês não aceitasse mais prisionieiros em seus campos. Isso levou o exército americano a agir imediatamente e estabelecer os Rheinwiesenlager na parte ocidental da Alemanha.
A construção desses campos foi fácil, uma vez que os prisioneiros eram considerados como forças inimigas desarmadas, uma decisão que foi tomada em março de 1943 por Eisenhower. Além disso, todos os soldados capturados não tinham os direitos de prisioneiros de guerra, garantidos pela Convenção de Genebra, porque eles eram parte de um estado que não existia mais. A Wehrmacht também  empregou uma estratégia similar com os soldados italianos aprisionados após a rendição fascista na Itália em 1943. Os prisioneiros italianos eram considerados Militärinternierte (em português:  internos militares) e utilizados como força de trabalho.
Os campos também tinham como objetivo impedir qualquer insurgência alemã após a rendição de 8 de maio de 1945. As lideranças Aliadas estavam preocupadas com algumas unidades nazistas que pudessem resistir à rendição  e tentar estabelecer uma campanha de guerrilha contra a ocupação. O historiador Perry Biddiscombe acreditava que a decisão de manter centenas de milhares de homens em péssimas condições nos campos Rheinwiesenlager tinha como objetivo principal prevenir as atividades Werwolf" no pós-guerra na Alemanha.

## Localização dosRheinwiesenlager

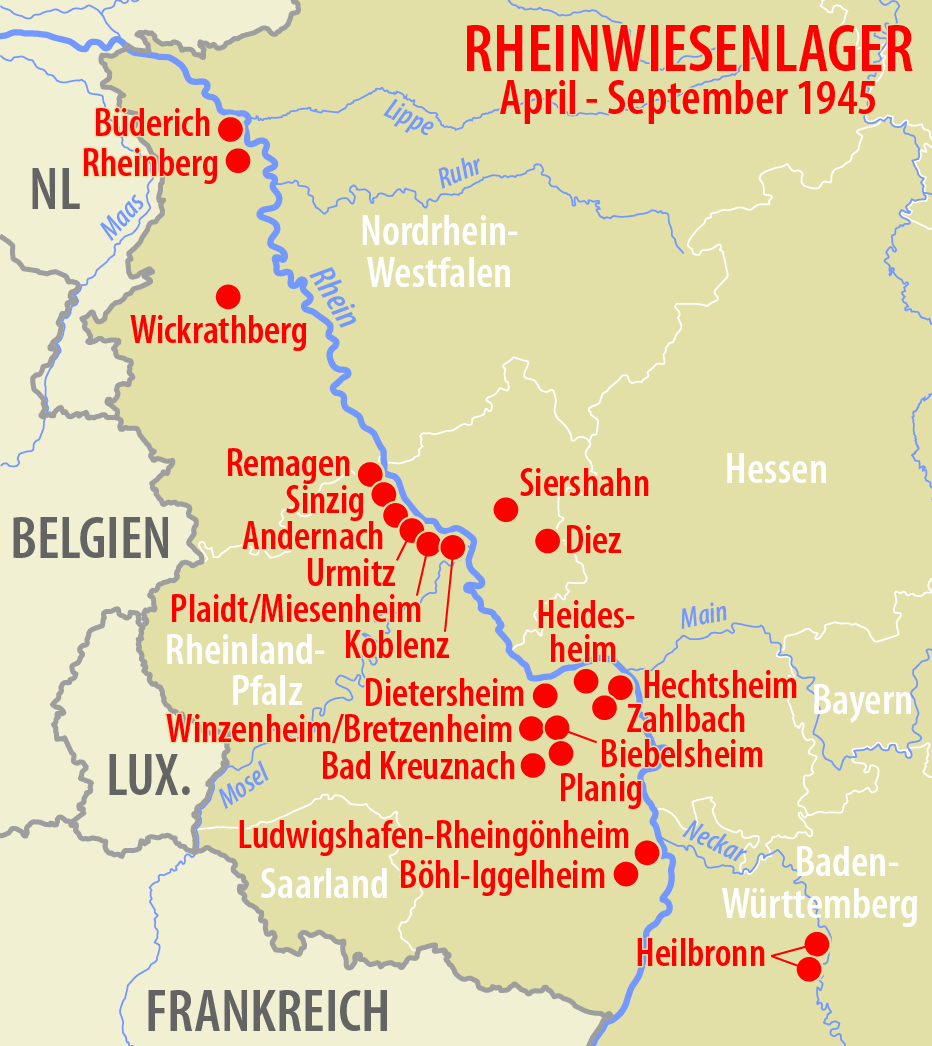
Localização dos Rheinwiesenlager

A lista segue de norte para o sul com o número oficial
- A4 Büderich
- A1 Rheinberg
- A9 Wickrathberg
- A2 Remagen (a Milha dourada)
- A5 Sinzig
- Siershahn
- A11 A14 Andernach
- Diez
- A13 Urmitz
- A10 Koblenz
- A8 Dietersheim
- A12Heidesheim
- A6 Winzenheim/Bretzenheim
- A16 A17Hechtsheim
- A7 A15 Biebelsheim
- A3 Bad Kreuznach
- C1 Ludwigshafen
- C2 Böhl-Iggelheim
- C3 C4Heilbronn

## Construção dos campos
No começo o plano era levar os prisioneiros de guerra para a Grã-Bretanha, onde permaneceriam até a capitulação. Após o fracasso na Batalha das Ardenas, 250.000 soldados alemães se renderam e após a queda do bolsão de Ruhr outros 325.000 foram capturados. Após a capitulação mais de 3.4 milhões de soldados alemães estavam sob custódia dos aliados ocidentais. Diante da quantidade de prisioneiros, o mais lógico foi mantê-los presos na Alemanha.
Os campos foram fundados em abril de 1945 e foram utilizados até setembro. Havia uma plano padrão para a construção de todos os campos. As terras agrícolas próximas a um vilarejo com uma linha ferroviária eram fechadas com arame farpado e divididas em 10-20 acampamentos, com capacidade para 5.000 a 10.000 homens cada. As estradas existentes foram usados como ruas do acampamento e os edifícios dos arredores como administração, refeitório e hospital. Os prisioneiros de guerra, eram forçados a entregar seus equipamentos e tinham que cavar buracos com as mãos no chão para dormir.
Logo os campos começaram a ficar superlotados, por exemplo o Campo Remagen, planejado para acomodar 100.000 homens, mantinha 184.000 prisioneiros.
"Alguns dos encercamentos se assemelhavam com a Prisão de Andersonville em 1864".

## Operações e gerenciamento

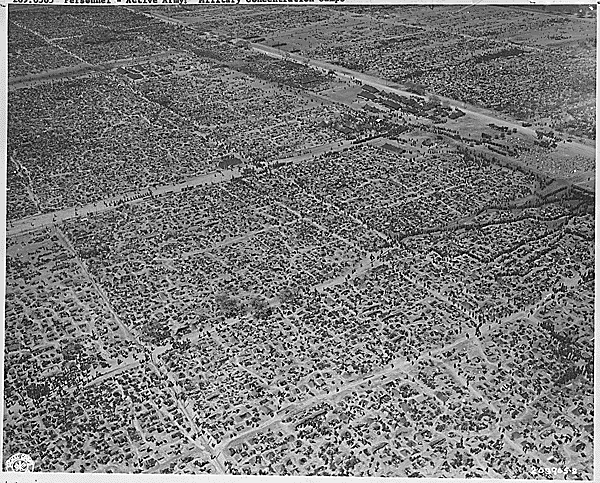
Vista aérea de um campo não-identificado.

Para escapar dos regulamentos internacionais que lidava com o tratamento dos prisioneiros de guerra, as forças que se rendiam eram classificadas como "forças inimigas desarmadas" e o termo "prisioneiro de guerra" não era aplicado. Devido ao número de prisioneiros, os americanos transferiram o controle interno dos campos aos alemães. Toda a administração, tais como médicos, cozinheiros e forças de trabalho foram todas realizadas pelos presos. Até mesmo os guardas armados eram tropas da Wehrmacht's Feldgendarmerie e Feldjägerkorps. Conhecidas como Wehrmachtordnungstruppe (em português:  Tropas de Ordem das Forças Armadas), recebiam rações extras para prevenir a fuga e manter a ordem nos campos. Em junho de 1946, essa polícia militar seriam os últimos soldados a oficialmente entregar as armas.
Após algumas semanas do estabelecimento dos campos, alguns prisioneiros começaram a ser libertados. Os primeiros a sair foram os membros do Hitlerjugend e as mulheres consideradas não possuir afiliação com o Partido Nazista. Grupos de profissionais, como farmacêuticos, motoristas e mineiros, foram logo em seguida, devido serem necessários na reconstrução da infraestrutura da Alemanha. Ao final de junho de 1945, os campos de Remagen, Böhl-Iggelheim e Büderich já estavam vazios.
Em 12 de junho de 1945, as forças britânicas passaram a controlar dois campos Rheinwiesenlager que estavam em zonas britânicas. Em 10 de julho de 1945, todas as libertações foram interrompidas após o Supremo Comando dos Aliados passar o controle dos campos aos franceses. O acordo foi fechado porque o governo de Charles de Gaulle queria 1.75 milhões de prisioneiros de guerra para trabalhos forçados na França. No total, cerca de 182.400 prisioneiros de Sinzig, Andernach, Siershahn, Bretzenheim, Dietersheim, Koblenz, Hechtzheim e Dietz foram entregues à França.
Ao final de setembro de 1945, quase todos os camposy Rheinwiesenlager estavam fechados. Apenas um campo em Bretzenheim próximo a Bad Kreuznach permaneceu aberto até 1948, servindo como campo de transição dos prisioneiros alemães libertados pela França.

## Condições e taxa de mortalidade

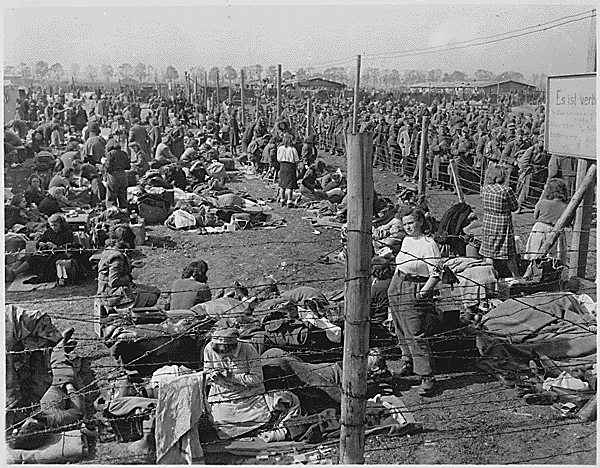
Prisioneiras femininas em Regensburg, Alemanha, 8 de maio de 1945.

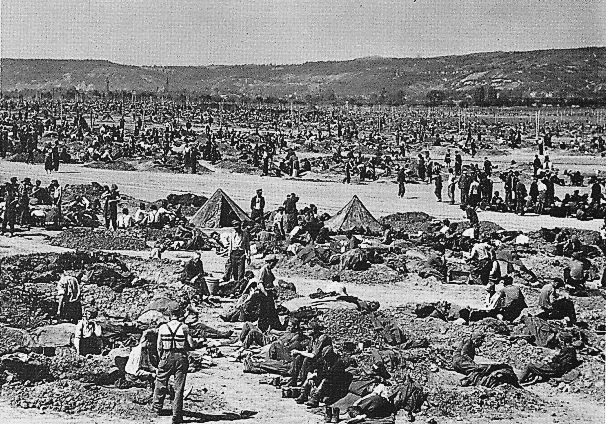
As condições de exposição em Sinzig, 16 de maio de 1945.

Durante o verão de 1945, o Comitê Internacional da Cruz Vermelha foi impedido de visitar os prisioneiros em qualquer dos Rheinwiesenlager dos Aliados. As visitas começaram apenas no outono de 1945, quando a maioria dos campos já estava fechada ou em fase de fechamento. Foi permitida à Cruz Vermelha enviar delegações para visitar os campos nas zonas de ocupação francesas e britânicas. Em 4 de fevereiro de 1946, a cruz vermelha teve permissão de enviar ajuda aqueles que estavam na zona de ocupação americana. A Cruz Vermelha Internacional relatou "A quantidade recebidas pela Cruz Vermelha para esses capturados é muito pequena, no entanto. Durante as visitas, os delegados observaram que os prisioneiros de guerra alemães eram frequentemente encontrados em condições deploráveis. Eles chamaram a atenção das autoridades para esse fato e, gradualmente, conseguiram fazer com que algumas melhorias fossem feitas."
As estatísticas oficiais dos Estados Unidos concluiram que ocorreram cerca de 3.000 mortes nos Rheinwiesenlager enquanto que os alemães afirmam ser de 4.537 a quantidade de mortos. Entretanto o acadêmico americano R. J. Rummel acredita que esse número possa chegar a 6.000. James Bacque afirma que mais de 1.000.000 morreram, porém outros historiadores como Stephen Ambrose, Albert Cowdrey e Ruediger Overmans descartaram suas afirmações, argumentando que elas são o resultado de práticas de pesquisa falhas.
Em 1972, o inquérito oficial alemão sobre o número de mortos foi publicado pelo Comitê Maschke, que conduziu uma pesquisa detalhada das histórias dos campos em nome do Bundesministerium für Vertriebene, Flüchtlinge und Kriegsgeschädigte (em português:  Ministério Federal Alemão de pessoas deslocadas, refugiados e vítimas de guerra). De acordo com seus resultados, os campos com maior mortalidade foram:
1. Bad Kreuznach (Lager Galgenberg und Bretzenheim)
2. Sinzig próximo a Remagen
3. Rheinberg
4. Heidesheim
5. Wickrathberg
6. Büderich

Uma análise dos documentos das administrações locais sobre os campos de Remagen apontaram resultados semelhantes.
A taxa de mortalidade oficial para os alemães presos pelos militares americanos estava entre as mais baixas registradas por combatentes rendidos durante e depois da guerra.

## Conclusões pós-guerra
Em 1969, o tenente-general Leonard D. Heaton preparou e publicou em extenso relatório para o Departamento Médico do Exército dos Estados Unidos, que examinou a medicina preventiva e os problemas associados à habitação por um número tão grande de prisioneiros alemães depois da Segunda Guerra Mundial. O relatório encontrou diversos problemas, incluindo:
- O exército perdeu o controle sobre onde os prisioneiros de guerra estavam detidos.[13]
- O número de prisioneiros superou em muito as expectativas.[14]
- A organização dos campos de concentração foi repassada aos prisioneiros.
- Food and water supplies were insufficient during April and May 1945, though they later improved.[15]
- As 1200 - 1500 calorias de ração que as forças inimigas desarmadas recebiam em agosto de 1945 eram inadequadas.[16]
- A falta de alimentos levou em alguns casos a "extensa desnutrição."[16]